# Shimazu Takahisa
Shimazu Takahisa (島津 貴久?; 28 maggio 1514 – 15 luglio 1571) è stato un daimyō giapponese del clan Shimazu durante il periodo Sengoku.

## Biografia
Takahisa fu il quindicesimo capo del clan Shimazu. 
Nacque il 28 maggio 1514, figlio di Shimazu Tadayoshi, e fu adottato da Shimazu Katsuhisa. Divenne il signore di Kagoshima dopo che Katsuhisa fu costretto a fuggire dalla ribellione di Shimazu Sanehisa nel 1526. Leader capace e ambizioso, Takahisa conquistò Kagoshima nel 1536 e successivamente estese la sua autorità in tutta la provincia di Satsuma. Oltre all'opposizione del ramo Sasshū-Shimazu di Sanehisa, Takahisa dovette affrontare la resistenza di vecchi vassalli come i clan di Iriki-in, Kimotsuki e Ketō. Fu uno dei primi daimyō ad impiegare armi da fuoco in battaglia durante l'assedio di Kajiki nella provincia di Ōsumi nel 1549.
Takahisa trasferì la sua residenza al castello di Uchi nel 1550 e mandò Ijūin Tadaaki a Shimizu per sopprimere le ribellioni e assicurare il controllo degli Shimazu sulla provincia; tuttavia affrontò una notevole resistenza da parte dei clan Kimotsuki e Shibuya. Nel 1554 le truppe di Takahisa ottennero una notevole vittoria contro i clan Hishikari, Kamō e Ketō durante l'assedio di Iwatsurugi. Successivamente intensificò la sua lotta contro gli altri clan ribelli; suo figlio Shimazu Yoshihisa in seguito avrebbe completato la sconfitta di questi clan e assicurato il controllo degli Shimazu sul resto della provincia di Satsuma.
Si ritirò ufficialmente in favore di Yoshihisa nel 1566, dopo aver portato un po' di stabilità nel dominio Shimazu. Nel 1569 vennero sconfitti i clan Iriki-in e Tōgō e si assicurò il controllo su Satsuma; l'anno seguente respinse un attacco navale da parte di membri dei clan Kimotsuki, Ijiki e Nejime. Morì il 15 luglio 1571.
Takahisa promosse relazioni con persone e paesi stranieri. Fu il primo daimyō a portare armi da fuoco occidentali in Giappone, in seguito al naufragio di alcuni portoghesi a Tanegashima nel 1543. Nel 1549 accolse Francesco Saverio a Kagoshima. Concesse la protezione dei Gesuiti per diffondere il cristianesimo nel suo dominio, anche se in seguito ritirò tale suo sostegno sotto la pressione dei monaci buddisti locali. Takahisa ebbe anche relazioni diplomatiche con il Regno delle Ryūkyū.
I suoi figli furono Yoshihisa, Yoshihiro, Iehisa e Toshihisa.